# Поликсена из Пернштейна

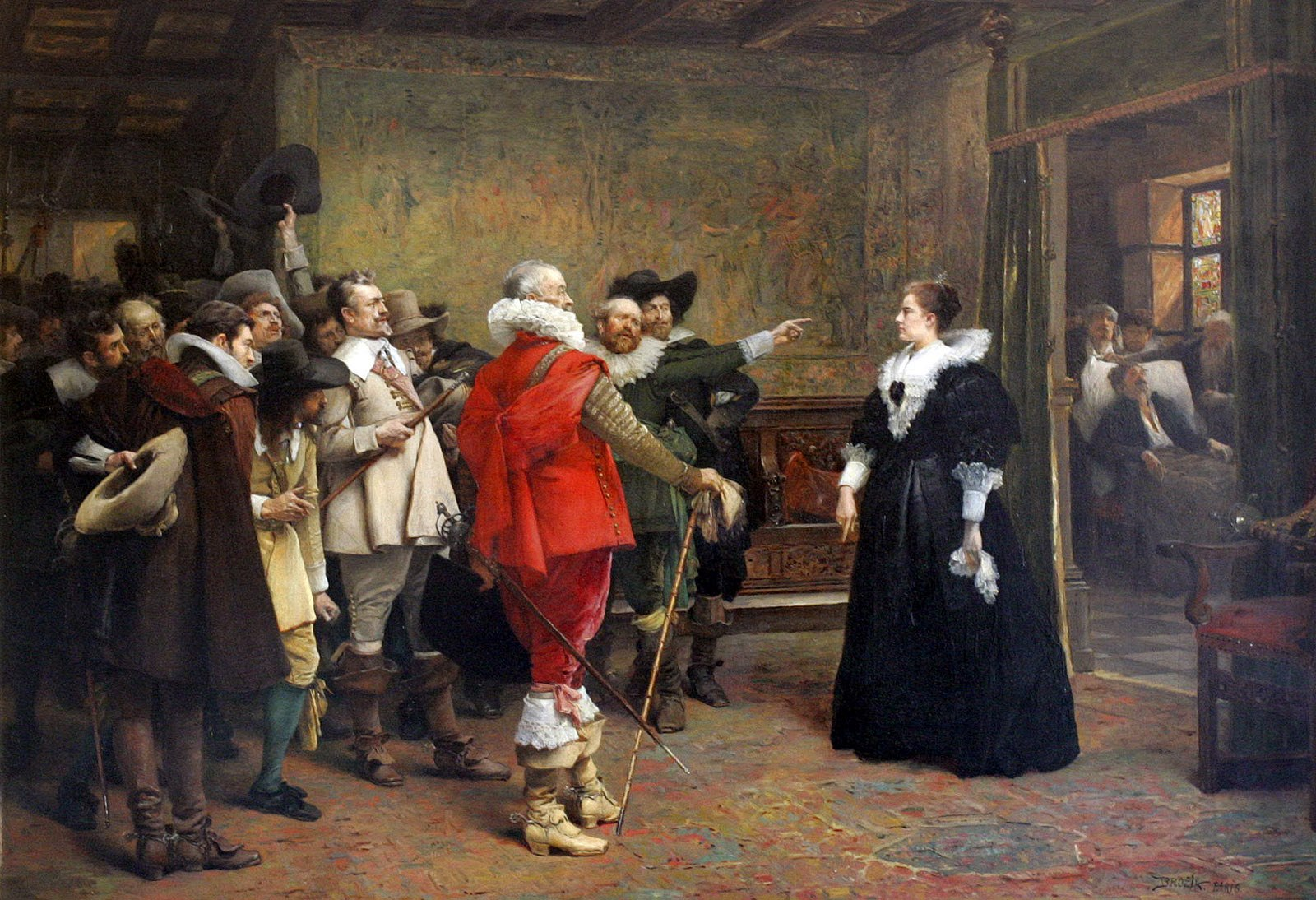
Вацлав Брожик. Поликсена из Лобковиц защищает в своём дворце Вилема Славату и Ярослава из Мартиниц

Поликсена из Пернштейна (чеш. Polyxena z Pernštejna), в замужестве также известная как Поликсена из Лобковиц (чеш. Polyxena z Lobkovic; 1566 — 24 мая 1642) — представительница чешской католической аристократии начала Нового времени, оказавшая существенное влияние на внутреннюю политику Чешского королевства первой четверти XVII века. Дочь высочайшего канцлера Чешского королевства Вратислава II из Пернштейна, в первом браке жена высочайшего бургграфа Чешского королевства Вилема из Рожмберка, во втором — высочайшего канцлера Зденека Войтеха Попела из Лобковиц.
После Второй пражской дефенестрации укрыла в своём пражском дворце габсбургских наместников Вилема Славату и Ярослава Боржиту из Мартиниц, выброшенных из окна Пражского Града восставшими пражанами.

## Происхождение
Поликсена происходила из старинного и аристократического рода панов из Пернштейна, пользовавшегося огромным влиянием как в Чехии, так и в Моравии. Она родилась девятым ребёнком и восьмой дочерью в семье высочайшего канцлера Чешского королевства Вратислава II из Пернштейна и испанской аристократки Марии Максимилиане Манрике де Лара-и-Мендоса. При рождении девочка получила довольно необычное для своего времени древнегреческое имя, возможно, в честь одной из своих крёстных. Точная дата рождения неизвестна. Судя по всему, Поликсена родилась в 1566 году.
|                                   |  |                                                                                 |  |                                                              |  |                                                                     |  |                                                            |
| Отец — Вратислав II из Пернштейна |  | Мать — Мария Манрике де Лара-и-Мендоса с юной Поликсеной (Алонсо Санчес Коэльо) |  | Первый муж — Вилем из Рожмберка (Шарль-Луи Филиппо. XIX век) |  | Второй муж — Зденек Войтех Попел из Лобковиц (Бартоломеус Спрангер) |  | Сын — Вацлав Эусебий Попел из Лобковиц (Ансельм ван Хюлле) |